# Warszawskie Towarzystwo Prasy Lokalnej
Warszawskie Towarzystwo Prasy Lokalnej – organizacja zrzeszająca dziennikarzy i wydawców prasy lokalnej.
Powstało 23 października 1993 roku w Warszawie na terenie Biblioteki Głównej m.st. Warszawy. Było wynikiem, zgłaszanych podczas spotkań organizowanych przez Dział Varsavianów Biblioteki w ramach Forum Prasy Lokalnej, postulatów potrzeby zorganizowania się środowiska dziennikarzy i wydawców prasy lokalnej. Zaowocowało to stworzeniem stowarzyszenia o tej nazwie. Główną rolą Towarzystwa miała być edukacja, doskonalenie zawodowe, szkolenia, kontakty z prasą oraz ochrona zawodu i praw dziennikarzy prasy lokalnej, znacznie słabszej finansowo od mediów centralnych, często znajdujących się już w rękach obcego kapitału.
Pierwszym Prezesem WTPL została wybrana Maria Ewa Rosnowska ("Kurier Mokotowa"), a członkami Zarządu: Jarosław Bargieł ("Wieści Podwarszawskie"), Janusz Grodecki, Wiesław Johann, Wiesław Stradomski ("Ratusz") i Hanna Harasimowicz ("Gazeta Lokalna"). Komisję rewizyjną tworzyli Maria Krauze, Halina Kurpińska ("Nasza Ochota") i Krzysztof Maciąg.
Celem Towarzystwa stało się dotarcie do jak największej ilości tytułów pism lokalnych Regionu Mazowieckiego, a także penetracja rynku wydawniczego pod kątem usług poligraficznych oraz kontakt z organizacjami o podobnych zadaniach. Od 1996 roku Towarzystwo regularnie organizowało lub uczestniczyło w przygotowaniach do prowadzenia konferencji, seminariów, warsztatów dziennikarskich i konkursów dla prasy lokalnej często we współpracy z Ogólnopolskim Stowarzyszeniem Prasy Lokalnej z Poznania (coroczne konkursy pn. "Nasz udział we współczesności"), z Radą Warszawy (Konferencja prasowa Rady Warszawy z Prasą Lokalną), z Ogólnopolskim Stowarzyszeniem Prasy Parafialnej (uczestnictwo w seminariach). WTPL utrzymywało też kontakty z Warszawskim Centrum Demokracji Lokalnej oraz Instytutem na Rzecz Krajów Europy Wschodniej, w którego I tomie publikacji dotyczącej prasy lokalnej istnieje obszerna informacja na temat WTPL. Towarzystwo zorganizowało także szereg innych seminariów jak np. "Środowisko naturalne Warszawy", czy konferencji "Reforma Administracyjna Państwa".
Od 1999 roku Prezesem Zarządu był Zbigniew Tyszko ("Nasza Ochota"), a od 2004 Stanisław Wiesław Matey. Po poważnym kryzysie, wywołanym niewłaściwą polityką zarządzania i brakiem aktywności, obecnie WTPL prowadzi szerokie spektrum działań służebnych wobec środowiska prasy lokalnej. Zajmuje się jego scalaniem, wspomaganiem członków, głównie (choć nie tylko) z kręgów studentów szkół wyższych i organizacją warsztatów i praktyk dziennikarskich. We współpracy z Działem Varsavianów Biblioteki Publicznej m. st. Warszawy Towarzystwo organizuje kolejne konferencje poświęcone mediom lokalnym. Tworzy bazę tytułów i adresów prasy lokalnej. Utrzymuje też kontakty z dziennikarzami mniejszości narodowych w Polsce oraz przedstawicielami dziennikarzy Polonijnych. Jest wykonawcą szeroko pojętych usług swoich członków w zakresie zlecanej obsługi dziennikarskiej imprez i wydarzeń, a także opracowań wszelkich tekstów, takich jak foldery przewodniki etc. Opracowuje też elektroniczny serwis informacyjny dla prasy lokalnej, szczególnie przydatny gazetom z odleglejszych miejscowości. Tworzy też zbiorcze biuro ogłoszeń i reklam, które, ze względu na ich mnogość i sumaryczny duży nakład zdecydowanie mogą skutecznie konkurować z prasą centralną i wysoko nakładową. Wspomaga także wydawanie gazet lokalnych w formie tak papierowej jak i elektronicznej. Obecnie urzędującym Prezesem Zarządu jest red. Mariusz Zbigniew Zieliński.